# (6298) Sawaoka
(6298) Sawaoka es un asteroide perteneciente al cinturón de asteroides, región del sistema solar que se encuentra entre las órbitas de Marte y Júpiter, descubierto el 1 de diciembre de 1988 por Takuo Kojima desde la Estación Chiyoda, Japón.

## Designación y nombre
Designado provisionalmente como 1988 XC. Fue nombrado Sawaoka en homenaje a Akira Sawaoka, científico japonés que sintetizó tipo de diamante policristalino mediante una técnica de consolidación de ondas de choque. También contribuyó al desarrollo de la ciencia de la microgravedad utilizando la ISS como el expresidente de la Sociedad Japonesa de Aplicación de Microgravedad.

## Características orbitales
Sawaoka está situado a una distancia media del Sol de 3,098 ua, pudiendo alejarse hasta 3,953 ua y acercarse hasta 2,243 ua. Su excentricidad es 0,275 y la inclinación orbital 3,778 grados. Emplea 1992,30 días en completar una órbita alrededor del Sol.

## Características físicas
La magnitud absoluta de Sawaoka es 13,7. Tiene 7,429 km de diámetro y su albedo se estima en 0,075. 